# Made in England
Made in England är det 25:e studioalbumet av den brittiske sångaren Elton John. Albumet släpptes 1995 och producerades av honom och Greg Penny. Albumet nådde tredjeplatsen på UK Albums Chart och nummer 13 på Billboard 200, och hade två världsomspännande singlar, "Believe" och "Made in England". Singeln "Believe" nådde nummer 15 i Storbritannien och nummer 13 i USA.

## Låtlista
Alla låtar skrivna av Elton John och Bernie Taupin om inget annat anges.
1. "Believe" – 4:55
2. "Made in England" – 5:09
3. "House" – 4:28
4. "Cold" – 5:37
5. "Pain" – 3:49
6. "Belfast" – 6:30
7. "Latitude" – 3:36
8. "Please" – 3:54
9. "Man" – 5:15
10. "Lies" - 4:28
11. "Blessed" – 5:02